# Marano Vicentino
Marano Vicentino (velenceiül Maran Visentin) település Olaszországban, Veneto régióban, Vicenza megyében. Lakosainak száma 9285 fő (2023. január 1.). Marano Vicentino Malo, San Vito di Leguzzano, Schio, Thiene és Zanè községekkel határos.

## Népesség
A település népességének változása:
| Lakosok száma | 9592 | 9529 | 9285 |
|               | 2017 | 2018 | 2023 |